# نينتندو إنترتينمنت سيستم
نينتندو إنترتينمنت سيستم (بالإنجليزية: Nintendo Entertainment System أو NES باختصار؛ باليابانية: ニンテンドー・エンターテインメント・システム) هو نظام ألعاب الفيديو 8-بت من الجيل الثالث. أصدرته نينتندو في أمريكا الشمالية، والبرازيل، وأوروبا، وآسيا. أما في اليابان فقد أصدر باسم نينتندو فاملي كمبيوتر (ファミリーコンピューター)، ويسمى فاميكوم (ファミコン) اختصاراً. كان في وقته من أنجح أنظمة الألعاب الإلكترونية، فقد أعلنت نينتندو، الشركة المنتجة له، بأن مبيعاته فاقت 60 مليون جهاز حول العالم، مما أنعش صناعة الألعاب الإلكترونية بعد الفشل الاقتصادي للجيل الثاني من ألعاب الفيديو. وقد كان الجهاز الأول من نوعه الذي يتم فيه برمجة الألعاب عبر شركات برمجة من الطرف الثالث.
صدر الجهاز في عام 1983 في اليابان، وفي 1985 بالولايات المتحدة. وصدر في كندا وأوروبا عام 1986، وآسيا وبقية الدول عام 1987. يستخدم الجهاز نظام الكارتردج بالنسبة للألعاب. يمكن لشخصين اللعب بواسطة أداتي تحكم، كما يمكن إمداد ذلك لأكثر من لاعبين. تعد لعبة سوبر ماريو برذرز الأكثر بيعاً، وهي تحمل الرقم القياسي لجميع مبيعات الألعاب، فقد بيع 40.24 مليون نسخة منها.
في عام 2009، سمي الجهاز بواسطة آي جي إن بأعظم جهاز ألعاب منفرد في التاريخ. سنة 2010 سجلت الذكرى ال25 للجهاز التي تم الاحتفال به رسميا بواسطة مجلة نينتندو باور الخاصة بنينتندو في العدد رقم 260 (في نوفمبر 2010) في قسم إشادة متكون من 26 صفحة خاصة.في حين أن منشورات (عن ألعاب الفيديو) عرضت مقالات توضح تراجع الجهاز 25 سنة إلى الوراء وتأثير هذا في سوق أجهزة ألعاب الفيديو.

## التاريخ
و نتيجة لنجاحات سلسلة ألعاب الأركيد، خططت نينتيندو لإنتاج جهاز قائم على نظام خرطوشة روم يسمى «الفاميكوم».صمم ماسايوكي يوميرا النظام الذي أصدر في اليابان في 15 يوليو عام 1983 بمبلغ 14800 ين ياباني مع ثلاثة مجموعات من ألعاب الأركيد الخاصة بنينتندو مثل دونكي كونغ وَدونكي كونغ جونيور وَباباي.كان الفاميكوم بطيئا في كسب وصنع الشهرة حيث أن شريحة إلكترونية غير صالحة تسببت في سقوط أول إصدار للنظام.و نتيجة لاستردادات المنتج وإعادة إصداره بلوحة أم جديدة، ارتفعت شهرة وشعبية الفاميكوم كأفضل جهاز ألعاب مبيعا في اليابان بحلول نهاية عام 1984.
و بفضل هذه النجاحات، فيما بعد حولت نينتندو اهتمامها لسوق أمريكا الشمالية.دخلت نينتندو في مفاوضات مع شركة آتاري لإصدار الفاميكوم تحت اسم آتاري وهذا الاسم هو «نينتندو آدفانسيد فيديو جيمينج سيستم» (بالإنجليزية: Nintendo Advanced Video Gaming System)‏.
وكان جهاز نينتندو إنترتينمنت سيستم هو الجهاز الذي انقذ سوق الألعاب الفيديو بسبب انهيار ألعاب الفيديو 1983.

## يد التحكم

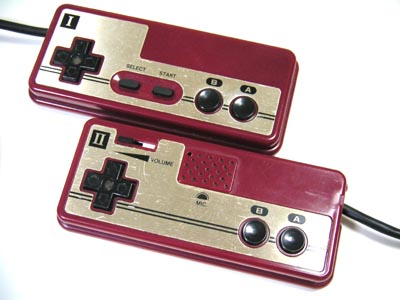
عصا التحكم

تتألف عصا تحكم جهاز NES من أربعة أزرار اتجاهية، بالإضافة إلى زري A وB، وكذلك Start وSelect. مصمم الأداة هو غنباي يوكوي. كما صممت العديد من الأدوات الأخرى للتحكم، من بينها المسدس الخفيف (NES Zapper).

## من أشهر ألعاب NES

شعار الفاميكوم

- سوبر ماريو برذرز (Super Mario Bros)
- ذا ليجند أوف زيلدا (The Legend of Zelda)
- مترويد (Metroid)
- ميغا مان (Mega Man)
- كاسلفينيا (Castlevania)
- فاينل فانتسي (Final Fantasy)
- كونترا (Contra)
- تتريس (Tetris)
- داك هانت (Duck Hunt)
- الدراجة الثائرة (Excitebike)